# Lepidosaphes ceodes
Lepidosaphes ceodes är en insektsart som beskrevs av Kawai 1972. Lepidosaphes ceodes ingår i släktet Lepidosaphes och familjen pansarsköldlöss. Inga underarter finns listade i Catalogue of Life.